# Lindera rubronervia
Lindera rubronervia är en lagerväxtart som beskrevs av James Sykes Gamble. Lindera rubronervia ingår i släktet Lindera och familjen lagerväxter. Inga underarter finns listade i Catalogue of Life.